# ラグ板
ラグ板（ラグばん）とは、導通性のある金属製のラグ端子をベークライトなどの絶縁基板に固定したもので、主に配線の中継や電子機器の内部で小規模な電気回路の実装に用いられる。
構造として平型、縦型があり、平ラグ、縦ラグなどと称される。
ラグ端子をベークライト板にハトメを用いてかしめることで固定しているタイプと、ステアタイトなどの硬質な絶縁物に端子を圧入することで構成した物がある。
電子機器の実装に用いられる場合は、小規模な回路あるいは特定用途での使用に留まる。真空管時代の機器にはよく使用されていたが、実装密度が低いことから現在ではあまり用いられない。
電子工作の入門として取り上げられるゲルマニウムラジオは、部品点数が少ないことからラグ板を用いた製作例が紹介されることがある。
ラグ板の特徴として、通常端子部分とハトメ部分の両方に半田付けが可能であることから、いずれかに電子部品を、他方の穴に配線材を半田付けすることで実装を容易にできる。